# Prosena argentata
Prosena argentata är en tvåvingeart som beskrevs av Walker 1858. Prosena argentata ingår i släktet Prosena och familjen parasitflugor. Inga underarter finns listade i Catalogue of Life.